# 科尔普瓦耶-拉沙佩勒
科尔普瓦耶-拉沙佩勒（法語：Corpoyer-la-Chapelle）是法国科多尔省的一个市镇，位于该省中部，属于蒙巴尔区。该市镇总面积4.16平方公里，2009年时的人口为21人。

## 人口
科尔普瓦耶-拉沙佩勒人口变化图示